# 卡拉島

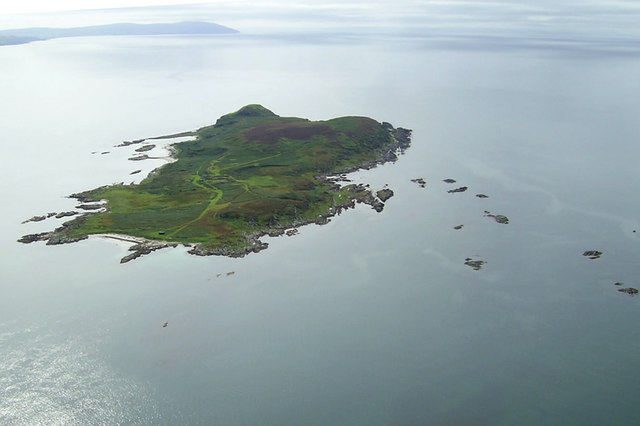

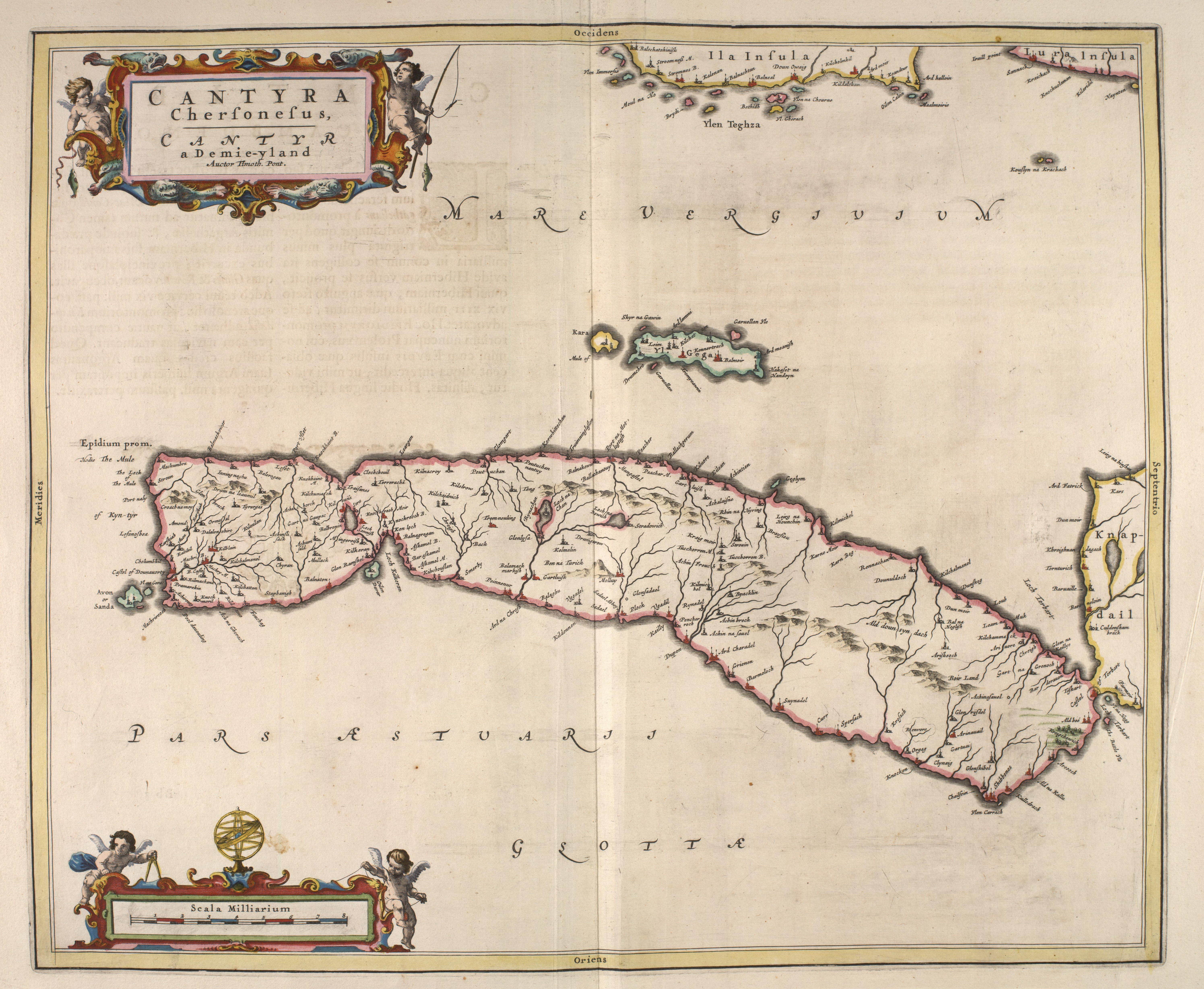

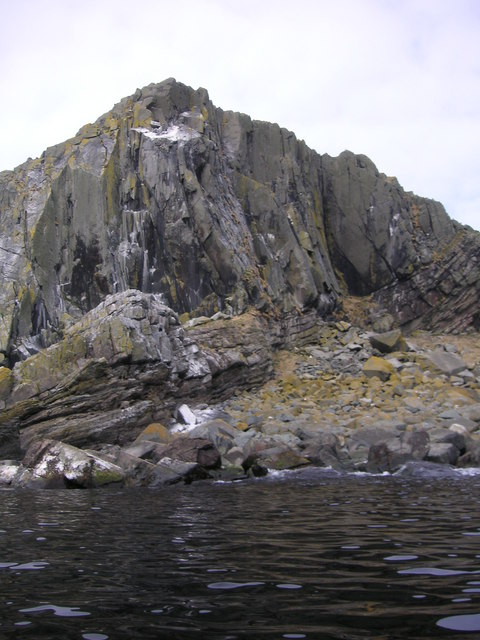

卡拉島（英語：Cara Island）是蘇格蘭的島嶼，位於吉厄島以南1公里的大西洋海域，琴泰岬半岛以西，屬於內赫布里底群島的一部分，面積0.66平方公里，最高點海拔高度56米，島上無人居住。

## 历史
在盖尔语中，卡拉（Cara）意为“最珍贵的”，也是苏格兰当地的常用女性名。自1940年代以来，该岛就不再有长期居住的居民，岛上唯一可居住的房子属于一名住在格拉斯哥的律师，他会在度假时使用该处房产。
1940年9月22日，一搜名为Aska的客轮在躲避德军轰炸机时在该岛的西北处触及礁岩沉没。

## 生态
该岛上有野化山羊，较为出名。
55°38′N 5°45′W / 55.633°N 5.750°W